# Apulejusz (pisarz)
Apulejusz z Madaury (Lucius Apuleius) (ur. ok. 125 w Madaurze, zm. po 170) – rzymski pisarz, filozof i retor.

## Życiorys
Urodził się w numidyjskim mieście Madaura ok. 125, jak można się domyślać na podstawie wzmianek w jego pismach. Rok urodzenia poświadcza św. Augustyn w Państwie Bożym (VIII, 14) i w listach (102, 32). Żył w czasach Antoninów, które uważano za złoty wiek cesarstwa rzymskiego, wobec braku niszczących wojen i panującego dobrobytu. Nie znamy jego imienia – imię Lucjusz przekazuje wiele rękopisów, może ono jednak pochodzić z utożsamienia Apulejusza z głównym bohaterem jego powieści Metamorfozy. Według niego samego był pół Numidijczykiem i pół Getulem. Jego ojciec, który piastował w Madaurze stanowisko duumwira (duumvir iuri dicundo – jeden z dwóch burmistrzów), zostawił mu w spadku dwa miliony sesterców. Pierwsze nauki pobierał w rodzinnym mieście. 
Można się domyślać, że jego rodzice umarli, kiedy był małym chłopcem, gdyż już wtedy mieszkał i pobierał  nauki w Kartaginie. Dalej kształcił się w Atenach, jednym z najważniejszych ośrodków kulturalnych cesarstwa rzymskiego w tej epoce – zapoznał się tam bliżej z filozofią. Odbywał także liczne podróże, na Wschód, do Rzymu i do Grecji. Był wówczas już retorem i adwokatem, a podczas pobytu w Rzymie rozpoczął działalność literacką. 
Następnie powrócił do Afryki, gdzie w miejscowości Oea (obecnie Trypolis), do której przybył w roku 155/156, zawarł związek małżeński z bogatą i znacznie od niego starszą wdową Pudentillą. Po śmierci Siciniusa Pontaniusa, najstarszego syna Pudentili, jej krewni w przekonaniu, że do małżeństwa tego Apulejusz doprowadził dla zagarnięcia jej majątku, wytoczyli mu proces, w którym dowodzili, że dokonał tego za pomocą czarów. Proces odbył się najprawdopodobniej w roku 158 lub 159 w miejscowości Sabratha. Mowa obronna Apulejusza, znana pod tytułem Apologia, sive Pro se ipso de magia liber, posiada znaczną wartość literacką i jest ważnym źródłem do poznania jego życia osobistego. W swojej mowie obronnej nie tylko nie zaprzeczał zarzutom, ale potwierdzał, że rzeczywiście tak zrobił, przedstawiając jednocześnie racjonalne (niemagiczne) wyjaśnienie swojego postępowania. Okazała się ona na tyle przekonująca, że nie tylko oczyszczono Apulejusza z zarzutów, ale też powierzono mu w Kartaginie stanowisko sacerdos provinciae, tj. kapłana kultu cesarza w całej Afryce Prokonsularnej, i wystawiono na jego cześć posąg. 
Apulejusz opuścił wtedy Oeę i osiadł w Kartaginie, gdzie wygłaszał mowy popisowe i okolicznościowe, przynoszące mu duży rozgłos. Mowy te sam publikował. Zachowały się z nich wyjątki zebrane w antologii Florida. Brak wiadomości o życiu Apulejusza po 170 roku.

## Niektóre dzieła Apulejusza

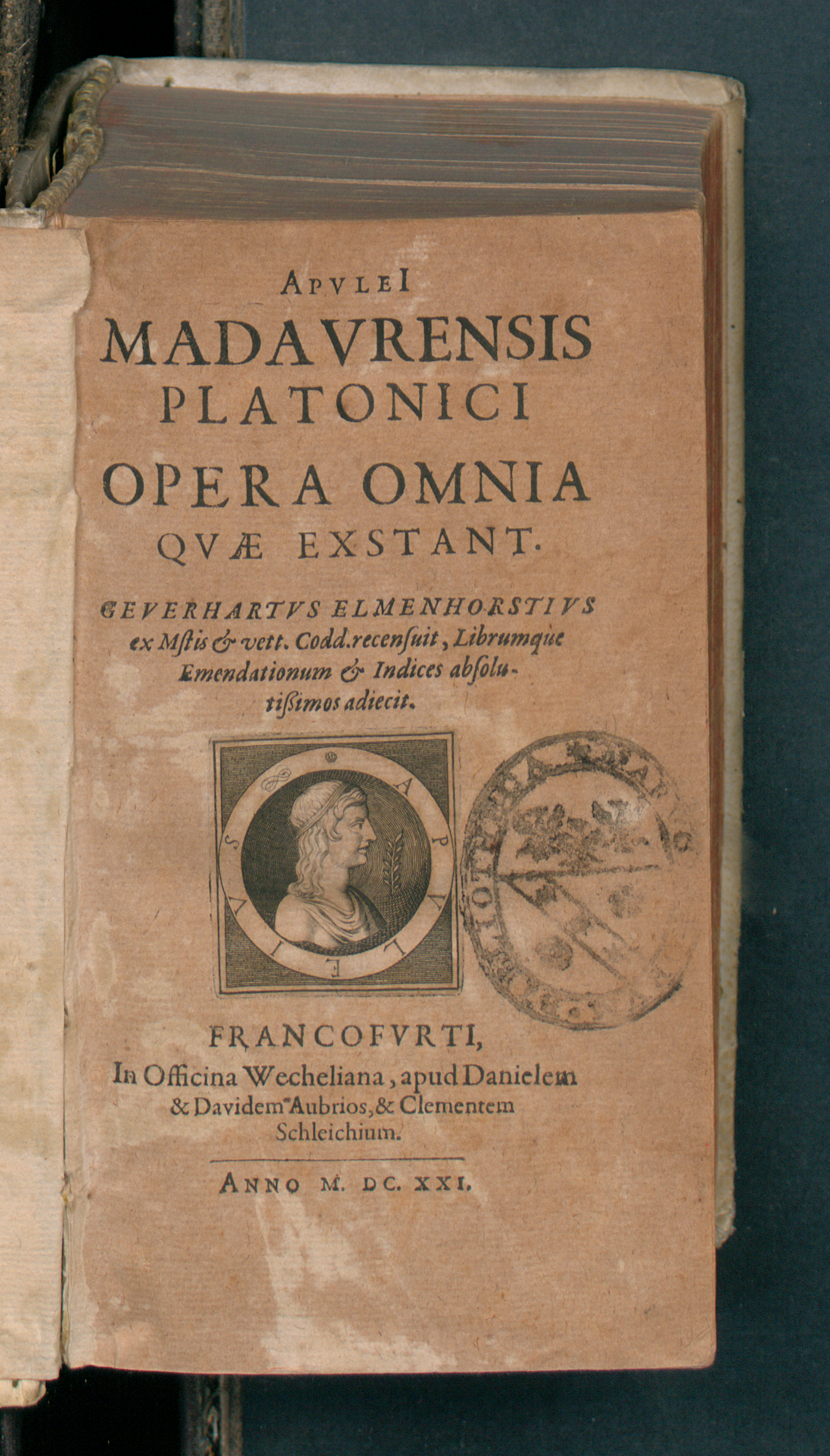
Opera omnia, 1621

- Metamorfozy, później znane jako Złoty osioł, najbardziej znane dzieło Apulejusza, zachowane w całości i obejmujące 11 ksiąg, wzór dla Boccaccia
- pisma filozoficzne, z których zachowały się cztery: O bogu Sokratesa (De deo Socratis), O Platonie i jego nauce (De Platone et eius dogmate), O świecie (De mundo), O interpretacji (gr. Peri hermēneías, łac. De interpretatione)
- Florida, kompilacja dwudziestu trzech różnych ekstraktów z jego przemówień i wykładów.